# Історія Апостолового
Історія Апо́столового — міста районного підпорядкування, адміністративного центру Апостолівського району Дніпропетровської області.

## Стародавні часи
Відомості про перших поселенців у цій місцевості сягають у глибину століть. Неподалік від міста знайдено багато поховань скіфських часів. 
Ця територія в давнину славилася природними багатствами. Родючі землі, багаті рибою річки, велика кількість дичини приваблювали сюди втікачів. Запорізькі козаки які оселялися тут, створювали зимівники і хутори.

## Заснування та походження назви
Назва міста походить від прізвища відставного секунд-майора Ямбурського полку Михайла Апостола, правнука гетьмана Данила Апостола, який після ліквідації Запорізької Січі у 1793 році за указом Катерини II отримав земельний наділ — 12 000 десятин землі обабіч степової річки Вошивої (в ній водилася велика кількість дафній — водяних вошей). На честь відкриття в новоутвореному селі церкви Святої Покрови воно було внесено до єпархіальних реєстрів під назвою Покровське. Селище, що виникло при станції, об'єднали у 1923 році із селом Покровським. Об'єднане поселення отримало назву Апостолове, а у 1936 році було перейменовано на Косіорове. У 1938 році селище знову стало іменуватись Апостоловим. У 1956 році отримало статус міста.

## XIX століття
У 1835 році у селі проживало 1290, а за переписом 1859 року — 2088 жителів. Це були здебільшого казенні селяни, які платили державі податки і виконували різноманітні повинності. Багато жителів села працювало на місцевих поміщиків Корнілова і Синельникова, заробляючи за 6 місяців 20—25 карбованців. Жінкам платили вдвоє менше. Становище селян часто погіршувалось і в зв'язку з стихійними лихами. Так, у 1862 році була посуха, в наступному — поширилися солончаки внаслідок зменшення зелених насаджень.
Після реформи 1861 року дальшого розвитку набули місцеві промислові підприємства. Зростала кількість населення. В 1896 році тут проживали 4419, а в 1904 році — 5581 чоловік. У 1912 році в селі було вже 886 дворів з 6929 мешканцями.

## Початок XX століття
На початок XX століття більше половини селянських дворів Покровського мало від 3 до 5 десятин землі. В той же час 31 велике господарство володіло від 25 до 30 десятинами землі, 10 жителів мали по 50 десятин кожний, а 4 — до 75 десятин. Подібне становище було і з худобою: 102 селянських господарства зовсім її не мали, 114 — були безкінними, по 1—2 коней мала половина дворів. Одночасно 28 великих господарств мали від 8 до 15 коней, а 3 двори — до 20 голів робочої худоби.

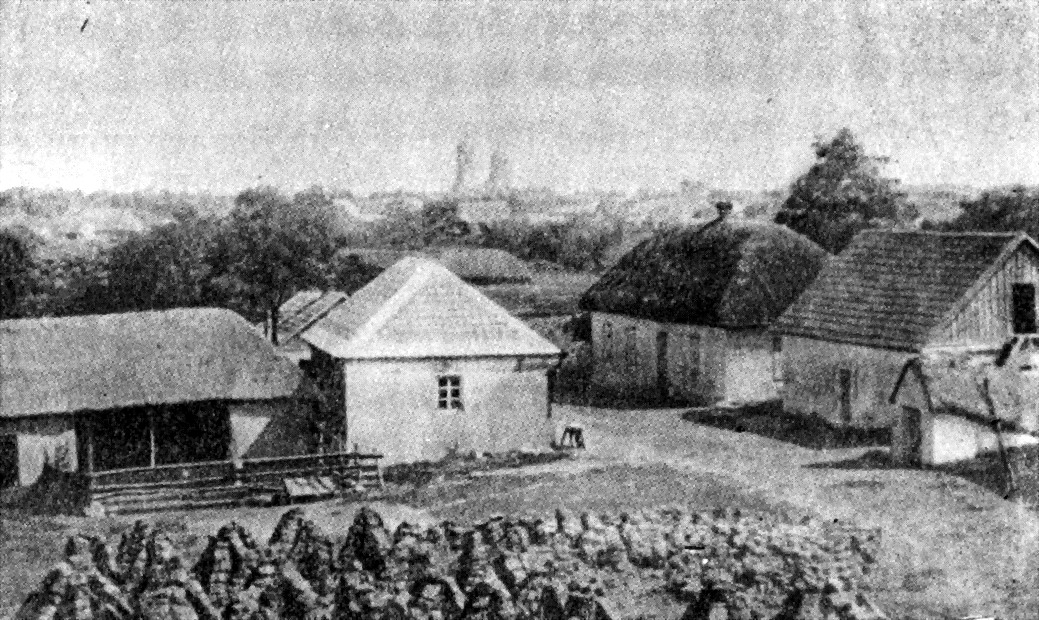
Одна з вулиць Покровського. 1910 рік.

Розвиток економіки регіону, зокрема велике зростання виробництва товарного зерна, а також розробка залізорудних родовищ Криворізького басейну вимагали розширення мережі шляхів сполучення. Наприкінці XIX століття почалося будівництво залізниці Довгинцеве (зараз один з районів міста Кривий Ріг) — Олександрівськ (нині Запоріжжя). У 1904 році поблизу Покровського споруджено станцію і вокзал Апостолове. Навколо станції утворилося робітниче селище, населення якого з початком руху поїздів швидко зростало за рахунок робітників-залізничників та обслуговчого персоналу. З'явилися будинки службовців станції, купців та торговців, які перепродували сільськогосподарські продукти.
На початку XX століття в Покровському, тоді волосному центрі Херсонського повіту, діяла лікарня на 10 ліжок з аптекою, яка обслуговувала населення не тільки цієї, але й сусідніх волостей. Медичну допомогу подавали один лікар та аптекар, який виконував також обов'язки фельдшера.
Перший навчальний заклад відкрили тут у 1871 році. Це була трикласна церковно-парафіяльна школа, до якої прийняли 131 хлопця і 32 дівчинки; з них закінчили школу тільки 7 хлопців і 3 дівчинки. У 1912 році в селі було 4 початкові школи. Але 88%, селян Покровського залишалися неписьменними.
В роки російської революції 1905 року окремі жителі Покровського відмовлялось працювати та вимагали перерозподілу землі. Спробу бунту було придушено. Жандарми нагаями покарали непокірних на майдані біля волосного правління. А найактивніших підбурювачів П. І. Лепеху та О. С. Залужного заарештували і засудили на 5 років каторжних робіт.
Під час всеросійського жовтневого політичного страйку в 1905 20 жовтня справник Дніпровського повіту доповідав таврійському губернатору, що в Покровській волості селяни розгромили заможні економії, і пропонував запровадити там військове становище. Було прийнято рішення направити в село військову бригаду. У Покровському перебувало близько 60 козаків на чолі з офіцером, які засудили учасників розгрому. Загін був у селі майже до кінця 1906 року.
Економічне становище селян Покровського погіршало в роки першої світової війни. Зменшились посівні площі, знизилась врожайність сільськогосподарських культур. Невеликі господарства занепадали, розорювались і їх власники змушені були розпродавати свої землі. Сталося це через загальний занепад економіки держави через початок Першої світової війни.

## 1917-1941 роки
У наприкінці липня 1917 року в Апостоловому за участю криворізьких більшовиків сформовано червоногвардійський загін, що складався з залізничників і робітників.
В жовтні 1917 року на станції було створено партійну організацію більшовиків, яка налічувала 18 комуністів. В листопаді 1917 року вони очолили дії робітників-залізничників і селян із роззброєння гайдамацьких військ, які проходили через станцію. Однак, більшість селян Апостолового активно підтримували учасників визвольних змагань. Волосна Рада робітничих і селянських депутатів, яка розпочала свою роботу наприкінці листопада 1917 року, брала на облік всі землі для передачі їх селянам.
Але далеко не всі селяни вітали встановлення Радянської влади, численні заворушення проти більшовицьких активістів в селі тривали до початку Голодомору, однією з цілей якого якраз й було придушення повстанських настроїв українського селянства. 
Наприкінці березня 1918 року село зайняли австро-німецькі сили. На станції Апостолове було сформовано партизанський загін. Після австро-німецьких військ наприкінці листопада 1918 року Апостолове зайняли війська Симона Петлюри, у лютому 1919 року вони були змушені відступити перед силами гірників Криворіжжя і робітників Гданцівського металургійного заводу.
Станція і село зазнавали потужних атак з боку військ отамана Григор'єва, але 23 травня частини Червоної Армії під командуванням Климента Ворошилова перейшли в наступ і завдавали їм ударів в районі Апостолового. У липні 1919 року під натиском сил денікінців Червона армія відступила в напрямку Долинської та Миколаєва. Білогвардійські загони увійшли у село 13 серпня, але вже в грудні, під ударами частин Червоної армії денікінські війська залишили село.
Після відновлення радянської влади, значну частину земель заможних селян і всі поміщицькі землі було розподілено серед селянської бідноти, що викликало чергові масові сутички селян з представниками радянської влади. 
На початку серпня 1920 року тут розміщувалась радянська правобережна група військ і 2 Кінна армія. 10 жовтня з укріпленого Каховського плацдарму перейшла в контрнаступ проти врангелівців 6 радянська армія. Відповідальні завдання покладались головним командуванням Південного фронту на 2 Кінну армію, яка перебувала в районі Апостолове—Нікополь—Запоріжжя, їй доручалось забезпечити прикриття лівого флангу наступаючої 6-ї армії.
Комсомольські осередки, що виникли тут у жовтні 1920 року, брали активну участь у конфіскації хлібу. В липні 1920 року в місті почалися перші ознаки голоду, пізніше в волості голодувало від 40 до 70% населення. Не зважаючи на це, радянська влада, спочатку намагалася організувати добровільний збір коштів на допомогу «голодуючому Поволжю», але коли це не принесло очікуваних результатів в селі почався масовий відбір продуктів харчування. Заможні селяни відкрито замовляють в церквах молебні про найшвидшу смерть більшовицьких активістів.
Об'єднання пристанційного населеного пункту Апостолового з селом Покровським, перетворення його з 1923 року в районний центр позитивно позначилося на його господарському розвитку. За три роки став до ладу шкіряний завод та інші підприємства. П'ять споживчих і одне кредитне товариство сприяли поступовому переходу селянства до виробничого кооперування.
Повністю було відбудовано залізничний вузол, через який проходила важлива магістраль, що зв'язувала багаті сільськогосподарські райони України з тодішньою столицею України Харковом, а через нього і з Москвою. Це значно збільшило перевезення вантажів, які становили близько 24 000 тонн на рік.
У 1921 році в Апостоловому створено перші товариства спільного обробітку землі: «Молот», «Сталь», «Рекорд», «Перемога», «Метеор». Через три роки вони об'єдналися в сільськогосподарські артілі — «Перемога», «Молот», «Культура». Протягом 1930—1931 років невеликі господарства Апостолового повністю об'єднались у колгоспи.
У зміцненні сільськогосподарських артілей значну роль відігравала Апостолівська машинно-тракторна станція, створена в 1930 році. Вона обслуговувала 38 колгоспів, мала 64, а через 2 роки — 79 тракторів.
Наприкінці 20-тих років було покінчено з неписьменністю. Вже у 1925 році тут працювали 2 семирічні і 3 початкові школи. Згодом було відкрито 2 середні школи. Активну участь у культурному будівництві брали жінки. В усіх школах району лише вчителями працювали 137 жінок (55%, загальної кількості вчителів), 10 з них працювали директорами шкіл. Населення обслуговували 2 сільбуди, театралізовані та інші колективи художньої самодіяльності.
Як і інші населенні пункти цієї місцевості Апостолове значно постраждало під час голодомору в 1932-1933 роки. Багато жителів села аби вижити, змушені були тікати до Середньої Азії або Кавказу.
Наприкінці 30-тих років, після пережитого голодомору колгоспи активно розвивалися — споруджувались численні господарські будівлі. Зростала оплата праці і прибутки колгоспників. У 1939 році колгосп «Молот» став мільйонером. Колгоспники одержали по 4,5 кг зерна і по 4 крб. 20 коп. грішми на трудодень. В середньому кожна селянська сім'я заробила по 2700 крб. і по 100 пудів зерна. За роки довоєнних п'ятирічок у селі побудовано нові промислові підприємства: елеватор, маслозавод, новий паровий млин, майстерні МТС. Одночасно з електрифікацією залізничної колії Запоріжжя — Довгинцеве було електрифіковано і Апостолове.

## Часи другої світової війни
У червні 1941 року більшість чоловіків пішла до Червоної Армії. Жінки, старики й підлітки, які залишилися вдома, поспішали зібрати багатий урожай, щоб він не дістався німецьким силам. Селяни проявляли зразки самовідданої праці. Так, наприклад, в артілі «Культура» за перший день збирання врожаю було скошено лобогрійками 75 га зернових, за другий — 81 і за третій — 86 гектарів. Деякі працівники артілі скошували лобогрійками щодня по 7,5—8 га, вдвоє більше норми. При наближенні лінії фронту частину колгоспного майна було евакуйоване в тил країни. На схід виїхало чимало жителів села.
17 серпня 1941 року Апостолове окупували німецькі війська, вони вбили 129 жителів, у тому числі 7 дітей. 229 чоловік, переважно юнаків і дівчат, вивезли на роботи до Німеччини.
У районі було створено партизанський загін під командуванням І. І. Карастоянова, який діяв у придніпровських плавнях. В жовтні 1941 року значна кількість партизан перейшла лінію фронту і влилася в частини Червоної Армії. На території району з грудня 1943 року розгорнула діяльність підпільна група з 16 чоловік, якою керував Ф. О. Товмаш. Вона переховувала радистів з штабу 3-го Українського фронту, постачала їм військові відомостями, влаштовувала диверсії на залізничному вузлі, допомагала молоді уникнути відправки до Німеччини, забезпечувала документами військовополонених, які йшли до лінії фронту.

### Апостолово-Нікопольська операція

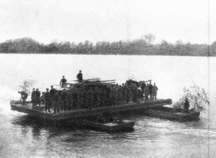
8-а гвардійська армія форсує річку Інгулець. 4 лютого 1944 року

Під час Другої світової війни, через своє географічне розташування, та як великий транспортний вузол, місто мало ключове значення. Тому звільненню міста радянське командування приділяло особливу увагу.
Наступ радянських військ на Апостолівському напрямку почався 31 січня 1944 року в умовах бездоріжжя, викликаного раптовим потеплінням і дощами. В жорстоких боях війська 3-го Українського фронту прорвали оборону противника і ввечері 3 лютого 1944 року підійшли до Апостолового, де німці зосередили частини 123-ї піхотної і 9-ї танкової дивізій загальною чисельністю до 3 000 чоловік.
4-а гвардійська стрілецька дивізія під командуванням полковника Г. Є. Кухарєва завдавала ворогові ударів з півночі і сходу, а 34-а гвардійська стрілецька дивізія під командуванням генерал-майора Ф. В. Брайляна — з північного заходу і заходу. Розвідники 34-ї дивізії з допомогою місцевих патріотів виявили прогалину в обороні противника за 4 км від селища. Туди було направлено 105-й гвардійський стрілецький полк, який уночі проник у розташування ворога і рано-вранці 5 лютого раптовим ударом захопив залізничну станцію. Тоді ж перейшли у наступ і основні сили 41-ї та 34-ї дивізій. До 8-ї години ранку вони звільнили місто від німецьких військ.
6 лютого 1944 року Москва салютувала двадцятьма артилерійськими залпами радянським військам, які брали участь у прориві фронту противника на нижньому Дніпрі і у визволенні Апостолового. За визволення села 34-а гвардійська стрілецька дивізія 3-го Українського фронту дістала назву Апостолівської.
Німецькі війська силами двох танкових і чотирьох піхотних дивізій 11 лютого 1944 року намагалися знову захопити Апостолове, та їхні намагання були марними. Вони зазнали великих втрат у живій силі і техніці. Газета «Правда» писала:
|  | Наші війська не дали противнику вивести з-під удару велику кількість техніки і різних воєнних складів. В одному лише Апостоловому було захоплено 45 танків, 130 гармат різного калібру, 15 самохідних гармат (з них 4 типу «Фердинанд»), 3 000 автомашин, 24 паровози і велику кількість рухомого складу. |

У боях за Апостолове багато воїнів полягло смертю хоробрих, серед них Герой Радянського Союзу майор П. О. Кашпуров, капітан В. В. Шитов та інші.
За подвиги на фронтах Німецько-радянської війни близько 2 тис. жителів Апостолового нагороджено орденами і медалями СРСР, серед них підполковника Я. С. Пензева, підполковника І. А. Крамара, майора А. М. Липку, майора Г. В. Стрижака, капітана А. Д. Сніта та багатьох інших.
Відступаючи під ударами Червоної Армії, німці спалили в місті багато будинків і висадили в повітря підприємства, мости, залізничні колії. Були знищені елеватор, нафтобаза, Палац культури, кінотеатр та інші будови, загальні збитки склали 3,3 млн радянських карбованців.
Вже наприкінці лютого 1944 року відновлено рух залізницею, а восени працювали школи, дві лікарні, МТС, цегельний завод. У надзвичайно складних умовах відбудовувалось господарство села. В сільськогосподарській артілі «Перемога», у 1944 році не було жодної автомашини, трактора, налічувалось всього 26 голів великої рогатої худоби і 36 коней. Землю обробляли коровами і вручну.

## Друга половина ХХ сторіччя

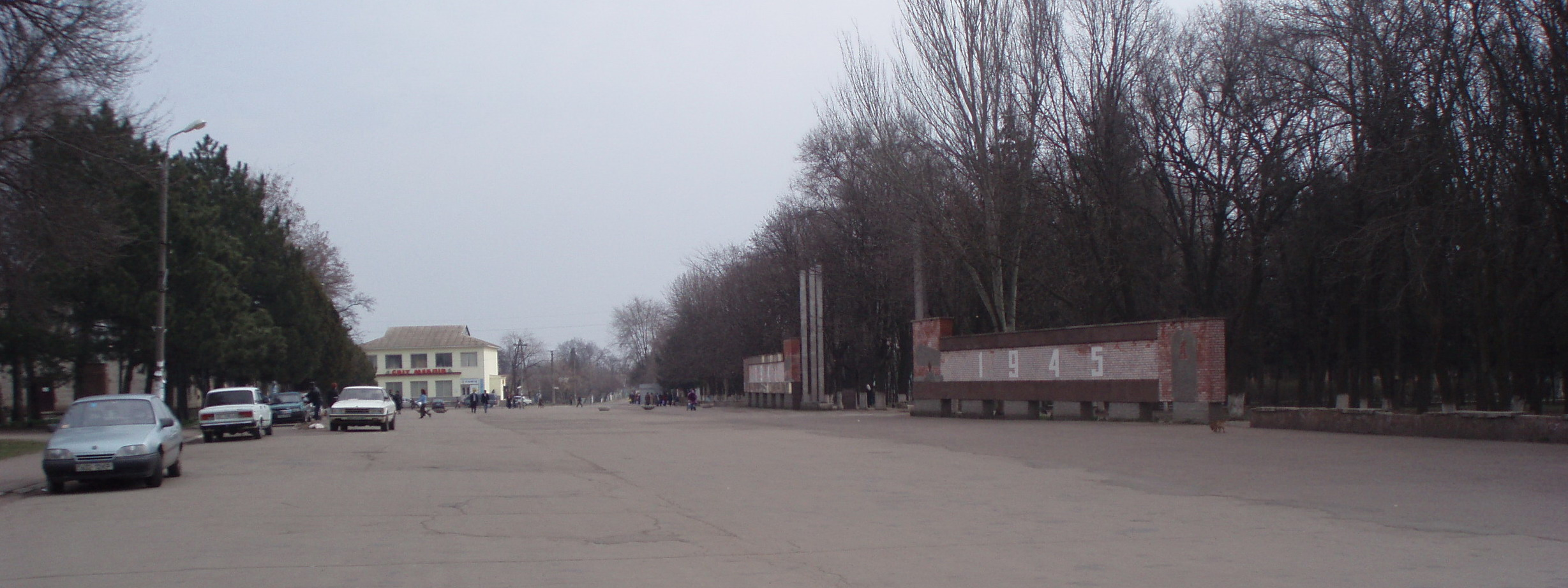
Вулиця Центральна — центр міста Апостолове.

У 1950 році на фермах колгоспу «Перемога» вже було понад 350 голів великої рогатої худоби, стільки ж свиней, 50 коней. Більшість трудомістких робіт виконувалася тракторами і машинами МТС. Грошові прибутки досягли 0,5 млн карбованців. Через три роки з цією артіллю об'єдналися колгоспи «Молот» та ім. Калініна. Виникло нове велике багатогалузеве господарство «Перемога», яке було зміцнене кваліфікованими кадрами, поповнене сільськогосподарською технікою. У 1955 році колгосп одержав по 23 центнерів зернових з кожного гектара посіву. Загальний прибуток артілі тоді становив 2,6 млн карбованців, в наступному році — 3,3 млн карбованців.
В 1965 році на ланах колгоспу працювало 37 тракторів, 19 комбайнів, 17 вантажних машин. З метою дальшої спеціалізації колгосп реорганізовано у радгосп «Апостолівський».
Значно розширився і реконструювався залізничний вузол. Споруджено паровозне депо, приміщення для служб дистанції колії, введено центральну сигналізацію. У зв'язку з будівництвом каналу Дніпро—Кривий Ріг створено автоколону, яка налічує 200 автомашин. Зростала продуктивність цегельного заводу, який випускав за місяць стільки цегли, скільки раніше давав протягом року.
Піднесення економіки промислових підприємств, збільшення кількості робітників і службовців, а також зміна зовнішнього вигляду селища зумовили перетворення його ще в жовтні 1956 року на місто районного підпорядкування. В 1966—1967 роках здано в експлуатацію шість багатоквартирних будинків, дитячий комбінат. Споруджено середню школу, Будинок піонерів, бібліотеку, книжковий магазин, універмаг, дошкільний дитячий комплекс, кінотеатр на 600 місць, комбінат побутового обслуговування, медичне містечко.

## ХХІ сторіччя
Див. Російське вторгнення в Україну (2022)
З 2022 через знаходження біля фронту місто стає однією із регулярних цілей для артилерії і ракет РФ.
22 липня 2022 року, ударами російської артилерії, були пошкоджені 3 навчальні заклади в місті. Часткових руйнувань зазнали 2 освітні заклади, Апостолівський ліцей №1 був знищених повністю.